# مارغريت ماتيلدا وايت
مارغريت ماتيلدا وايت (بالإنجليزية: Margaret Matilda White)‏ هي ممرضة ومصورة نيوزيلندية، ولدت في 1868 في بلفاست في المملكة المتحدة، وتوفيت في 1910 في Waihi ‏ في نيوزيلندا بسبب كزاز.